# Erasmus Fröhlich
Erasmus Fröhlich est un numismate et jésuite allemand, né à Graz (Styrie) en 1700, mort à Vienne en 1758. Il fut professeur d'histoire et d'antiquités au collége Thérésien, à Vienne, auquel il fut également, attaché comme bibliothécaire. Frölich a laissé la réputation d'un des plus savants numismates de son temps.

## Œuvres

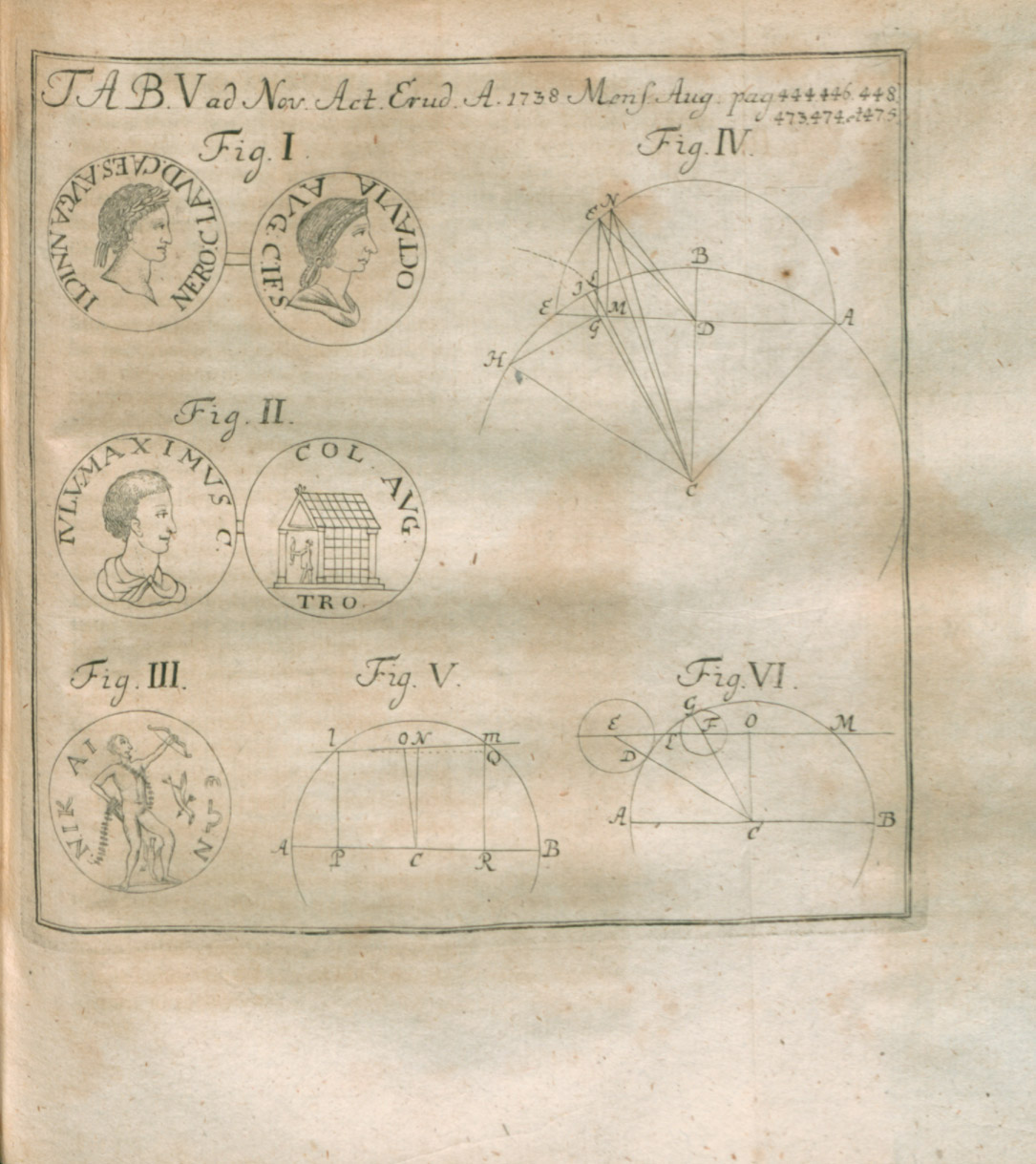
A gauche, illustration de la revue du Quatuor tentamina in re numaria vetere publiée dans le Acta Eruditorum de 1738

Parmi ses nombreux ouvrages, nous citerons 
- Utilitas rei nummariæ veteris (Vienne, 1733, in-4°);
- Animadversiones in quosdam nummos veteres urbium (Vienne, 1735);
- Quatuor tentamina in re nummaria vetere, Vienne, 1737, in-4°, (4 vol.)
1) Dissertatio compendiaria de utilitate rei nummariae veteris
2) Appendicula ad nummos coloniarum Romanarum, a cl. Veillantio editos
3) Appendicula ad nummos urbium graece loquentium sub Augustis editos a laudato Vaillantio vulgatos.
4) De nummis monetariorum veterum culpa vitiosis
- De figura telluris, 1743
- Annales compendiarii regum et rerum Syriae, Vienne, 1744, in-fol., ouvrage précieux;
- Regum veterum numismata anecdota, (1752, in-4°);
- Regum veterum numismata rariora, 1753
- Dubia de Minnisari aliorumque Armeniae regum nummis, 1755
- Numismata cimelii austriaci Vindobonensis, 1755 (2 vol.)
- Diplomataria sacra ducatus Styriae (curatore), 1757
- Notitia elementaris numismatum antiquorum illorum quae urbium liberarum regum et principum ac ...,, 1758
- Specimen archontologiæ Carinthiæ (Vienne, 1758, in-4°);
- De familia Vaballathi nummis illustrata (1762, in-4°).'